# Qui veut la peau du général ?
Qui veut la peau du général ? est la cinquante-sixième histoire de la série Les Tuniques bleues de Lambil et Raoul Cauvin. Elle est publiée pour la première fois du no 3175 au no 3185 du journal Spirou, puis en album en 1999.

## Résumé
Alors que Blutch tente de déserter, il tombe par hasard sur un soldat nordiste grièvement blessé. Avant de mourir, celui-ci lui révèle que quelqu'un va tenter d'assassiner le général Grant dans les jours à venir. Blutch puis Chesterfield vont tout faire pour démasquer l'assassin ... Après de nombreux attentats, Grant décide de prendre Blutch comme aide de camp. Après des essais infructueux, Chesterfield est désigné pour cette pénible tâche et déjoue beaucoup d'attentats. Grant, qui a horreur d'être une proie, ordonne un raid dans le village du soldat mort du début et font une curieuse découverte...

## Personnages
- Sergent Chesterfield
- Caporal Blutch
- Général Grant
- Général Alexander

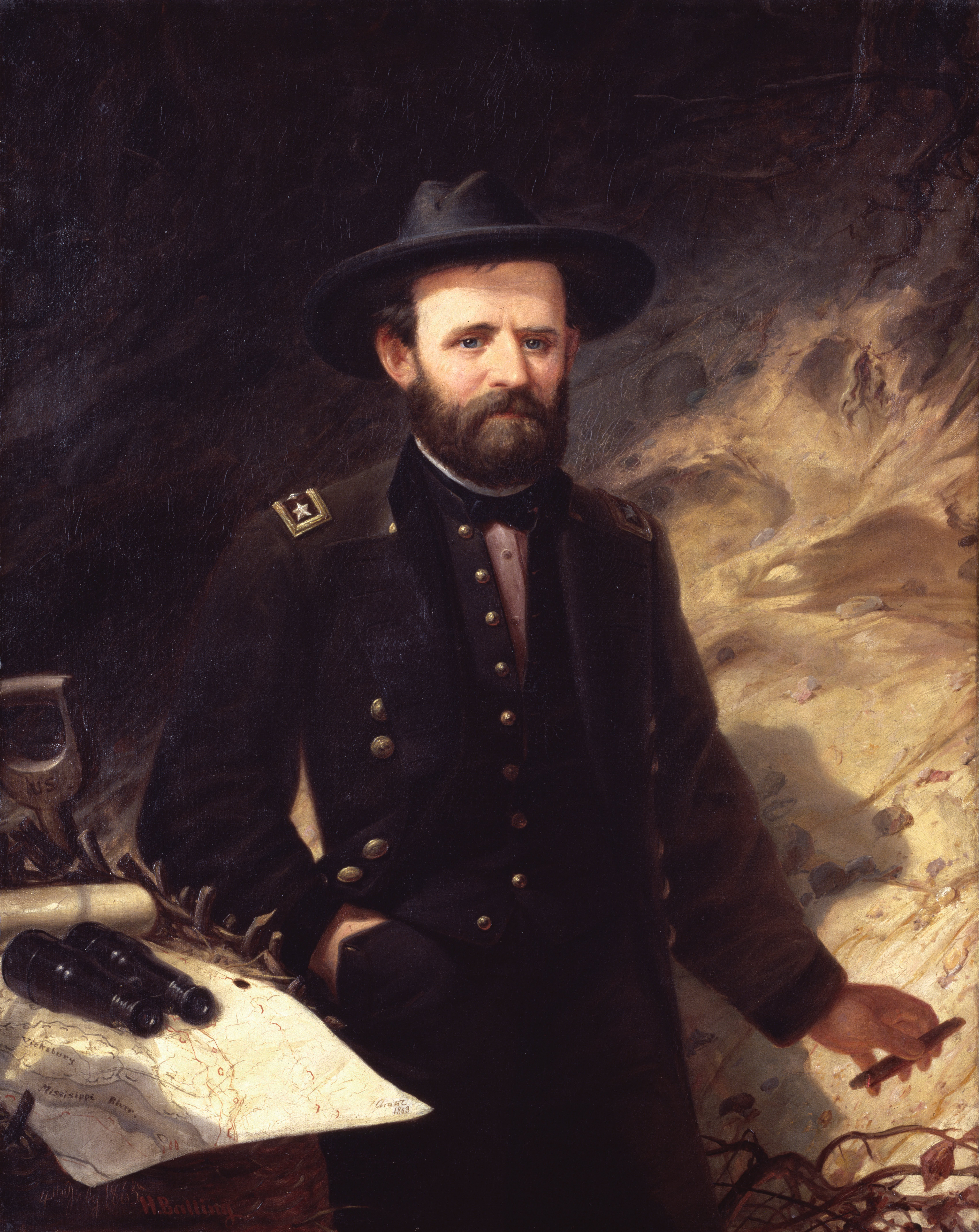
Portrait de Grant par Ole Peter Hansen Balling en 1865

- Capitaine d'État-Major Stephen Stilman

### Documentation
- Xavier Glaizes, « Tunique ou tu tires ? », BoDoï, no 21,‎ juillet 1999, p. 6.